# Long Eaton Rangers FC
Long Eaton Rangers FC var en fotbollsklubb från Long Eaton i England. De var med vid starten av den näst första fotbollsligan The Combination år 1888, och när den lades ner var de även med vid starten av Football Alliance 1889. År 1890 gick de med i Midland League, där de kom tvåa en gång innan de lämnade ligan 1899.
Klubben spelade sina hemmamatcher på Long Eaton Stadium.